# Биректе
Бире́кте или Биректе́ (Бирэктэ) — река в Якутии, левый приток реки Оленёк.
Длина 315 км, площадь водосборного бассейна 8600 км².
Истоки реки находятся на северной окраине Среднесибирского плоскогорья, течёт на юг; после впадения справа крупнейшего притока — Омонос, поворачивает на север-восток. Питание снеговое и дождевое.